# Elizabeth Seal
Elizabeth Anne Seal (* 28. August 1933 in Genua, Italien) ist eine britische Schauspielerin, Tänzerin und Choreografin.

## Leben
Elizabeth Seal wurde 1933 als Tochter des Schiffsmaklers Frederick George Seal und Rill Alice Seal (gebürtige Read) in Genua geboren. Sie zeigte früh ein Talent als Tänzerin und erhielt bereits im Alter von fünf Jahren ein Stipendium an der Royal Academy of Dance. 1951 gab sie ihr Debüt am Londoner Theater im Stück Gay’s the Word. Parallel folgten erste Auftritte in Film- und Fernsehrollen.
1958 spielte sie im Londoner West End erstmals die titelgebende Hauptrolle im Musical Irma la Douce. Ab 1960 trat sie mit dem Stück auch am New Yorker Broadway auf. 1961 wurde sie für diese Rolle mit dem Tony Award als Beste Hauptdarstellerin in einem Musical ausgezeichnet. Nach einigen Jahren abseits der Bühne sollte Seal 1976 ein Comeback als Cassie in der Londoner Inszenierung von A Chorus Line feiern. Der US-amerikanische Regisseur Michael Bennett entließ Seal jedoch überraschend nach mehreren Rehearsals und besetzte die Rolle mit seiner eigenen Ehefrau Donna McKechnie. Die Besetzung der Rolle mit einer Amerikanerin, die dazu noch mit dem Regisseur verheiratet war, führte zu einem Skandal und die britische Schauspielergewerkschaft Equity revidierte ihre Erlaubnis für die Umbesetzung nach scharfem Protest aus der Branche; die Rolle ging schließlich an Petra Siniawski.
In den 1980er Jahren wandte sich Seal verstärkt einer Lehrtätigkeit zu und war auch als Choreografin aktiv. 2012 und 2013 war sie erneut in Wiederaufführungen des Stücks Gay’s the Word zu sehen.
Seal war in erster Ehe mit Peter Townsend und in zweiter Ehe mit dem Schauspieler Zack Matalon verheiratet. Aus der zweiten Ehe gingen eine Tochter und zwei Söhne hervor. In dritter Ehe war sie von 1976 bis zu dessen Tod 2011 mit dem Fotografen Michael Ward verheiratet und ist Stiefmutter von Wards zwei Töchtern.

## Theater (Auswahl)
- 1951: Gay’s the Word (Saville Theatre, London)
- 1955: The Pajama Game (Coliseum Theatre, London)
- 1957: Damn Yankees (Coliseum Theatre, London; Replacement)
- 1957: Camino Real (Phoenix Theatre, London)
- 1958: Irma la Douce (Lyric Theatre, London)
- 1960/61: Irma la Douce (Plymouth Theatre, New York City)
- 1961: Irma la Douce (Alvin Theatre, New York City)
- 1976: Salad Days (Duke of York’s Theatre, London)
- 1979: Chicago (Cambridge Theatre, London; Replacement)
- 1983: The Corn Is Green (Lunt-Fontanne Theatre, New York City)
- 2012: Gay’s the Word (Finborough Theatre, London)
- 2013: Gay’s the Word (Jermyn Street Theatre, London)

## Filmografie (Auswahl)
- 1954: Radio Cab Murder
- 1957: Eine Stadt steht vor Gericht (Town on Trial)
- 1960: Zone des Schweigens (Cone of Silence)
- 1972: Circus der Vampire (Vampire Circus)
- 1977: Philby, Burgess and Maclean (Fernsehfilm)
- 1989: Mack the Knife
- 2003: Lara Croft: Tomb Raider – Die Wiege des Lebens (Lara Croft Tomb Raider: The Cradle of Life)